# Bremer Island
 Bremer Island, benannt nach  Sir James J. Gordon Bremer, oder Banu Banu bzw. Dhambaliya in der lokalen Sprache, liegt im Nordwesten des Golfes von Carpentaria 3,4 km vor der Nordostspitze des Arnhemlandes (Cape Wirawawoi) im Nordterritorium Australiens. Sie ist 7,7 km lang und bis zu 3,0 km breit und weist eine Fläche von rund 16 km² auf. Der Bergarbeiterort Nhulunbuy liegt 5 km entfernt auf dem Festland des Arnhemlandes. Die Insel wird von ungefähr 25 Rirratjingu bewohnt, einem Clan des Yolngu-Volkes. Die kleine Siedlung (family outstation) im Norden der Insel nahe dem Flugplatz heißt Gutjangan (früher: Bremer Island North). 
Der Alkoholgenuss ist auf Bremer Island verboten. Nur den Touristen ist es erlaubt, Alkohol in kleinen Mengen zu konsumieren. Auf der Insel dürfen sich höchstens acht Touristen gleichzeitig aufhalten.
Die Insel ist von einem Strand umgeben, auf dem Meeresschildkröten ihre Eier im Sand ablegen. Bremer Island dient auch vielen Vögeln als Lebensraum. 4,5 km östlich befinden sich die East Bremer Islets, eine Gruppe kleiner Felseninseln, deren Kette genau von Nord nach Süd ausgerichtet ist. 